# 王適嫻
王適嫻（1990年2月13日—），江蘇蘇州人，中國女子羽毛球運動員，在2017年全運會後宣布退役。個人最高世界排名第一位（2011年第2週）。其丈夫為諶龍。

## 羽毛球生涯

### 早年及出道
王適嫻小時候是個胖子，當初為了減肥而練習羽毛球。1998年（8歲），進入蘇州市業餘體校，兩年後獲得進入江蘇省少體校的試訓機會，但沒有被錄取；此時正值江蘇省運會備戰階段，蘇州市遂把她送到了上海體院附屬競技學校訓練。最終，她在當年的省運會得到乙組女單冠軍，亦因而獲得江蘇省羽毛球隊再度邀請加入。
王適嫻在省隊練習了一段短時間，便被上調到國家青年隊；不久後，又因為王儀涵、王琳等進入一隊，王適嫻很快便通過選拔賽在2006年便上調到國家二隊。

### 2010年
2010年11月，王適嫻代表中國出戰廣州亞運會，參加羽毛球比賽的女子個人及團體項目，奪得兩金的佳績。同年12月，王適嫻在香港羽毛球公開賽準決賽中，以2比0打敗其時世界排名第一的隊友汪鑫，是二十天內繼亞運、中國公開賽後連續三次打敗對手；但她在決賽卻以1比2負於印度選手塞娜·内维尔，僅得亞軍。

### 2011年
1月份，王適嫻出戰世界羽联超级系列赛总决赛，率先在四強淘汰香港的葉姵延，再於決賽以2-0（21-13、21-15）擊敗韓國的裴延姝，奪得冠軍；憑此佳績，王適嫻亦在世界羽聯第2周公布的世界排名超越汪鑫，首次登上女單榜首。數日後，王轉戰马来西亚羽毛球公开赛，先在四強以2比0（21-19、21-17）擊敗隊友蔣燕皎，在決賽再連下兩局（21-18、21-14）擊敗另一隊友王儀涵封后。同月，王續戰韓國羽毛球首要超級賽，先後打敗丹麥名將蒂内·鲍恩和韓國的成池铉，但卻在決賽以0比2（18-21、14-21）敗於隊友王仪涵，她在新賽季的14場連勝紀錄也宣告中止。
3月份，王適嫻出戰全英羽毛球公开赛，先在四分之一決賽反勝淘汰德國的朱利安·申克，再於準決賽以2比0（21-19、21-17）擊敗隊友汪鑫躋身決賽，這亦是她在國際賽連續第四次擊敗汪鑫。王適嫻在決賽迎戰日本的廣瀨榮理子，最終以2比0（24-22、21-18）勝出，首次奪得全英公開賽的女單冠軍。
4月在成都舉行亞洲羽毛球錦標賽，王適嫻被列為賽事的頭號種子，但很快便在第二轮比赛中，遭國家隊的师姐卢兰以2比1（10-21、21-18、21-11）淘汰出局。5月，王適嫻入選代表國家隊出戰青島舉行的蘇迪曼盃混合團體賽，更在第一場比賽便被派上場。外界對這位「新一姐」期望甚殷，可是她此役卻以0比2敗於德國的朱利安·申克，表現令人失望；而她的女單位置，在往後兩場比賽亦被汪鑫所取代。至準決賽，王適嫻再被派上場，一洗頹態以2比0擊敗裴延姝；中國隊其後順利拿得了苏迪曼杯的冠軍，這亦是她個人首個世界冠軍銜頭。
踏入下半年，王適嫻的狀態似有下滑的走勢，在外戰更連連失利，不但在新加坡超級賽和香港超級賽兩度輸給丹麥的蒂内·鲍恩，又在印尼首要超級賽和世錦賽兩次不敵台灣的鄭韶婕，更在法國超級賽負於韩国的成池铉，罕有地首輪被淘汰出局。她的世界第一排名亦在年中被隊友王仪涵取代。

### 2013年世錦賽晉八強
2013年8月，王適嫻參加中國廣州舉行的世界羽毛球錦標賽，以7號種子身分出戰女子單打項目。在首圈輪空後，她在第二圈先以2比1力克台灣的白驍馬晉級；第三圈面對11號種子、日本的廣瀨榮理子，亦以2比0（21-8、21-13）輕鬆勝出；但至半準決賽，她卻以0比2（18-21、17-21）不敵10號種子、印度小將普萨拉·文卡塔·辛杜，8強止步。

### 2014年世錦賽晉八強
2014年8月，王適嫻參加丹麥哥本哈根舉行的世界羽毛球錦標賽，以2號種子身分出戰女子單打項目 ，故在首圈輪空。她在次圈以2比0力克香港的葉姵延晉級；第三圈又以2比0（21-12、21-7）輕取越南的武氏妆；及至半準決賽，她再次面對11號種子、印度的普萨拉·文卡塔·辛杜，在力戰下仍以1比2（21-19、19-21、15-21）遭逆转，连续两届被同一位選手淘汰出局。賽後，她表示自己在领先时战术的执行不够坚决，以至世锦赛成绩不好。認為自己要多积累一些信心，让自己在大赛中发挥更稳定。

### 2015年世錦賽晉八強
2015年8月，王適嫻參加印尼雅加達舉行的世界羽毛球錦標賽，以7號種子身分出戰女子單打項目，故在首圈輪空。她先在次圈以2比0輕取美國的王苑力；第三圈又以2比0（24-22、21-11）擊敗15號種子、泰國的布桑兰·恩布鲁庞晉級；但至半準決賽面對頭號種子、西班牙的卡罗列娜·马琳，就以0比2（17-21、19-21）不敵對手，連續三屆於8強止步。赛后，王适娴指出自己在关键分上（特别是两局的前半段平了以后那几分），自己一下子会很放松，执行战术不够坚决导致自己一直处于追分的状态，對於输球覺得很可惜。

### 2016年落選奧運名單
王适娴在年初拿到三站公开赛亚军，状态不差，但是奥运积分赛在4月末结束后，她仍然排在女子单打奥运积分榜的第6位，位置在第3位的李雪芮和第4位的王仪涵之後。有分析指出，王适娴在尤伯杯表现比较出色，战胜了卡罗列娜·马琳、裴延姝等主要對手，又是谌龙的女朋友，國家隊可能从照顾谌龙的情绪来看派她参加奥运会。
2016年7月18日，王适娴確定落选参加里约奥运会的中国体育代表团，她在社交平台上发文回应：「12年我遗憾地错过了奥运会，16年也没能参加。说不难过是假的，毕竟所有运动员心中都有个奥运梦，不说冠军哪怕参与其中也是对自己职业生涯的一种肯定。今天收到了太多球迷的关心，不论是私信还是留言我都有看到。但竞技体育就是残酷的是现实的，胜者为王败者为寇的道理相信大家也都能明白。我努力了我付出了，结果我也可以接受。所以亲爱的朋友们那个永远微笑的王适娴还在，我很好，也很棒。谢谢大家这么多年的陪伴，未完待续……」
在奥运大名单公布的前一天，王适娴被北京体育大学研究生院录取。
在离开国家队一年間，王適嫻一直在江苏省队訓練。2017年9月，她代表江苏省參加中華人民共和國第十三屆全運會羽毛球比賽，从团体赛资格赛、决赛阶段到单项赛半决赛，她保持全胜；其後，她又在女單賽事一路打進決賽，最後以0比2不敌陈雨菲，僅得銀牌。賽後，她表示：“为了这次全运会备战了一年时间，已经用尽了自己的全力。今天输了，我必须要接受这个事实，所以也希望自己能在以后的生活中越来越好。”回顾自己20年的运动生涯，王适娴認為是“有惊喜也有遗憾”，是“从惊喜中脱颖而出，在遗憾中结束了自己的比赛”。

## 主要比賽成績
只列出曾進入準決賽的國際賽事成績：
| 年份   | 賽事                     | 公開賽級別 | 項目     | 成績   |
| ------ | ------------------------ | ---------- | -------- | ------ |
| 2008年 | 亞洲青年羽毛球錦標賽     | 其他       | 混合團體 | 冠軍   |
| 2008年 | 亞洲青年羽毛球錦標賽     | 其他       | 女子單打 | 银牌   |
| 2008年 | 世界青年羽毛球錦標賽     | 其他       | 女子單打 | 準決賽 |
| 2009年 | 馬來西亞羽毛球黃金大獎賽 | 黃金大獎賽 | 女子單打 | 冠軍   |
| 2009年 | 菲律賓羽毛球黃金大獎賽   | 黃金大獎賽 | 女子單打 | 準決賽 |
| 2009年 | 中国羽毛球大师赛         | 超級賽     | 女子單打 | 冠軍   |
| 2009年 | 中國羽毛球超級賽         | 超級賽     | 女子單打 | 準決賽 |
| 2010年 | 韓國羽毛球超級賽         | 超級賽     | 女子單打 | 冠軍   |
| 2010年 | 瑞士羽毛球超級賽         | 超級賽     | 女子單打 | 冠軍   |
| 2010年 | 優霸盃                   | 其他       | 女子團體 | 亞軍   |
| 2010年 | 世界羽毛球錦標賽         | 其他       | 女子單打 | 準決賽 |
| 2010年 | 中國羽毛球大師賽         | 超級賽     | 女子單打 | 準決賽 |
| 2010年 | 日本羽毛球超級賽         | 超級賽     | 女子單打 | 準決賽 |
| 2010年 | 亞洲運動會羽毛球比賽     | 其他       | 女子團體 | 冠軍   |
| 2010年 | 亞洲運動會羽毛球比賽     | 其他       | 女子單打 | 冠軍   |
| 2010年 | 中國羽毛球超級賽         | 超級賽     | 女子單打 | 亞軍   |
| 2010年 | 香港羽毛球超級賽         | 超級賽     | 女子單打 | 亞軍   |
| 2010年 | 世界羽聯超級系列總決賽   | 超級賽     | 女子單打 | 冠軍   |
| 2011年 | 馬來西亞羽毛球超級賽     | 超級賽     | 女子單打 | 冠軍   |
| 2011年 | 韓國羽毛球首要超級賽     | 首要超級賽 | 女子單打 | 亞軍   |
| 2011年 | 全英羽毛球首要超級賽     | 首要超級賽 | 女子單打 | 冠軍   |
| 2011年 | 蘇迪曼盃                 | 其他       | 混合團體 | 冠軍   |
| 2011年 | 新加坡羽毛球超級賽       | 超級賽     | 女子單打 | 亞軍   |
| 2011年 | 中國羽毛球大師賽         | 超級賽     | 女子單打 | 冠軍   |
| 2011年 | 丹麥羽毛球首要超級賽     | 首要超級賽 | 女子單打 | 準決賽 |
| 2011年 | 香港羽毛球超級賽         | 超級賽     | 女子單打 | 準決賽 |
| 2011年 | 澳門格蘭披治黃金大獎賽   | 黃金大獎賽 | 女子單打 | 冠軍   |
| 2012年 | 韓國羽毛球首要超級賽     | 首要超級賽 | 女子單打 | 冠軍   |
| 2012年 | 馬來西亞羽毛球超級賽     | 超級賽     | 女子單打 | 準決賽 |
| 2012年 | 全英羽毛球首要超級賽     | 首要超級賽 | 女子單打 | 準決賽 |
| 2012年 | 瑞士羽毛球公開賽         | 國際挑戰賽 | 女子單打 | 亞軍   |
| 2012年 | 亞洲羽毛球錦標賽         | 其他       | 女子單打 | 準決賽 |
| 2012年 | 優霸盃                   | 其他       | 女子團體 | 冠軍   |
| 2012年 | 世界羽聯超級系列賽總決賽 | 首要超級賽 | 女子單打 | 亞軍   |
| 2013年 | 韓國羽毛球首要超級賽     | 首要超級賽 | 女子單打 | 亞軍   |
| 2013年 | 瑞士羽毛球黃金大獎賽     | 黃金大獎賽 | 女子單打 | 冠軍   |
| 2013年 | 東亞運動會羽毛球比賽     | 其他       | 女子團體 | 金牌   |
| 2013年 | 東亞運動會羽毛球比賽     | 其他       | 女子單打 | 銀牌   |
| 2013年 | 丹麥羽毛球首要超級賽     | 首要超級賽 | 女子單打 | 準決賽 |
| 2013年 | 法國羽毛球超級賽         | 超級賽     | 女子單打 | 冠軍   |
| 2013年 | 中國羽毛球首要超級賽     | 首要超級賽 | 女子單打 | 亞軍   |
| 2013年 | 香港羽毛球超級賽         | 超級賽     | 女子單打 | 亞軍   |
| 2013年 | 世界羽聯超級系列賽總決賽 | 首要超級賽 | 女子單打 | 銅牌   |
| 2014年 | 韓國羽毛球超級賽         | 超級賽     | 女子單打 | 準決賽 |
| 2014年 | 馬來西亞羽毛球首要超級賽 | 首要超級賽 | 女子單打 | 亞軍   |
| 2014年 | 全英羽毛球首要超級賽     | 首要超級賽 | 女子單打 | 冠軍   |
| 2014年 | 印度羽毛球超級賽         | 超級賽     | 女子單打 | 冠軍   |
| 2014年 | 亞洲羽毛球錦標賽         | 其他       | 女子單打 | 亞軍   |
| 2014年 | 優霸盃                   | 其他       | 女子團體 | 冠軍   |
| 2014年 | 印尼羽毛球首要超級賽     | 首要超級賽 | 女子單打 | 準決賽 |
| 2014年 | 澳洲羽毛球超級賽         | 超級賽     | 女子單打 | 準決賽 |
| 2014年 | 亞洲運動會羽毛球比賽     | 其他       | 女子團體 | 金牌   |
| 2014年 | 丹麥羽毛球首要超級賽     | 首要超級賽 | 女子單打 | 準決賽 |
| 2014年 | 法國羽毛球超級賽         | 超級賽     | 女子單打 | 冠軍   |
| 2015年 | 馬來西亞羽毛球首要超級賽 | 首要超級賽 | 女子單打 | 準決賽 |
| 2015年 | 澳洲羽毛球超級賽         | 超級賽     | 女子單打 | 亞軍   |
| 2015年 | 印尼羽毛球首要超級賽     | 首要超級賽 | 女子單打 | 準決賽 |
| 2015年 | 日本羽毛球超級賽         | 超級賽     | 女子單打 | 準決賽 |
| 2015年 | 韓國羽毛球超級賽         | 超級賽     | 女子單打 | 準決賽 |
| 2015年 | 法國羽毛球超級賽         | 超級賽     | 女子單打 | 亞軍   |
| 2015年 | 中國羽毛球首要超級賽     | 首要超級賽 | 女子單打 | 準決賽 |
| 2016年 | 亞洲羽毛球團體錦標賽     | 其他       | 女子團體 | 冠軍   |
| 2016年 | 德國羽毛球黃金大獎賽     | 黃金大獎賽 | 女子單打 | 亞軍   |
| 2016年 | 全英羽毛球首要超級賽     | 首要超級賽 | 女子單打 | 亞軍   |
| 2016年 | 優霸盃                   | 其他       | 女子團體 | 冠軍   |
| 2016年 | 印尼羽毛球首要超級賽     | 首要超級賽 | 女子單打 | 準決賽 |
| 2016年 | 中華台北羽毛球黃金大獎賽 | 黃金大獎賽 | 女子單打 | 亞軍   |

| 2007-2017年 | 首要超級賽 | 超級賽 | 黃金大獎賽 | 大獎賽 | 國際挑戰賽 | 國際系列賽 | 未來系列賽 | 其他 |

### 世界冠軍頭銜
王適嫻在羽毛球生涯中共奪得 4 項羽毛球世界冠軍頭銜。
| 賽事     | 奪冠次數 | 年份                               |
| -------- | -------- | ---------------------------------- |
| 蘇迪曼杯 | 1        | 2011年（混合團體）                 |
| 尤伯杯   | 3        | 2012年、2014年、2016年（女子團體） |
| 總計     | 4        |                                    |

### 奧運會和世錦賽參賽紀錄
|          | 2010 | 2011 | 2012 | 2013 | 2014 | 2015 | 2016 |
| -------- | ---- | ---- | ---- | ---- | ---- | ---- | ---- |
| 女子單打 | 季軍 | 8強  | －   | 8強  | 8強  | 8強  | －   |

### 主要對賽紀錄
王適嫻與主要對手的對賽成績如下（只列出對賽六次或以上對手，截至2014年9月18日）：

| 對手     | 對賽次數 | 對賽結果 | 對賽結果 | 總計 |
| 對手     | 對賽次數 | 勝       | 負       | 總計 |
| -------- | -------- | -------- | -------- | ---- |
| 王仪涵   | 13       | 4        | 9        | -5   |
| 汪鑫     | 12       | 6        | 6        | 0    |
| 蔣燕皎   | 11       | 6        | 5        | +1   |
| 李雪芮   | 8        | 4        | 4        | 0    |
| 其他選手 | 14       | 11       | 3        | +8   |
| 總計     | 58       | 31       | 27       | +4   |

| 對手            | 對賽次數 | 對賽結果 | 對賽結果 | 總計 |
| 對手            | 對賽次數 | 勝       | 負       | 總計 |
| --------------- | -------- | -------- | -------- | ---- |
| 裴延姝          | 12       | 12       | 0        | +12  |
| 朱利安·申克     | 9        | 6        | 3        | +3   |
| 成池鉉          | 9        | 5        | 4        | +1   |
| 葉姵延          | 9        | 9        | 0        | +9   |
| 蓬迪·布拉那巴硕 | 8        | 7        | 1        | +6   |
| 廣瀨榮理子      | 8        | 7        | 1        | +6   |
| 拉差诺·因达农   | 8        | 6        | 2        | +4   |
| 塞娜·内维尔     | 8        | 3        | 5        | -2   |
| 伏明天          | 7        | 7        | 0        | +7   |
| 戴資穎          | 12       | 7        | 5        | +2   |
| 三谷美菜津      | 6        | 5        | 1        | +4   |
| P·V·辛杜        | 6        | 2        | 4        | -2   |
| 其他選手        | 102      | 94       | 8        | +86  |
| 總計            | 199      | 169      | 30       | +139 |